# دیانیرا
دیانیرا (به یونانی: Δῃάνειρα)، در اسطوره‌های یونان، زن دوم هراکلس است.
دختر اوینئوس و آلتالیا بود. نسون یکی از کنتاورها سعی کرد دیانیرا را برباید اما هراکلس او را کشت. نسوس قبل از مرگ چند قطره از خون خود را به دیانیرا داد و گفت دیانیرا با آن می‌تواند هر زمان که خواست عشق هراکلس را از نو زنده کند. زمانی که هراکلس عاشق یولا شد، دیانیرا جامه هراکلس را با آن خون آغشته کرد. اما خون مسموم بود و باعث مرگ هراکلس شد. دیانیرا از غم مرگ او خود را کشت.